# Gorges (Loire-Atlantique)
Gorges is een gemeente in het Franse departement Loire-Atlantique in de regio Pays de la Loire. De plaats maakt deel uit van het arrondissement Nantes, het Land van Nantes en Bretagne. Gorges telde op 1 januari 2022 5.090 inwoners. De inwoners noemen zichzelf les Gorgeois en les Gorgeoises. 

## Geografie
De oppervlakte van Gorges bedroeg op 1 januari 2022 15,77 vierkante kilometer; de bevolkingsdichtheid was toen 322,8 inwoners per km². Door de gemeente stroomt de Sèvre nantaise.

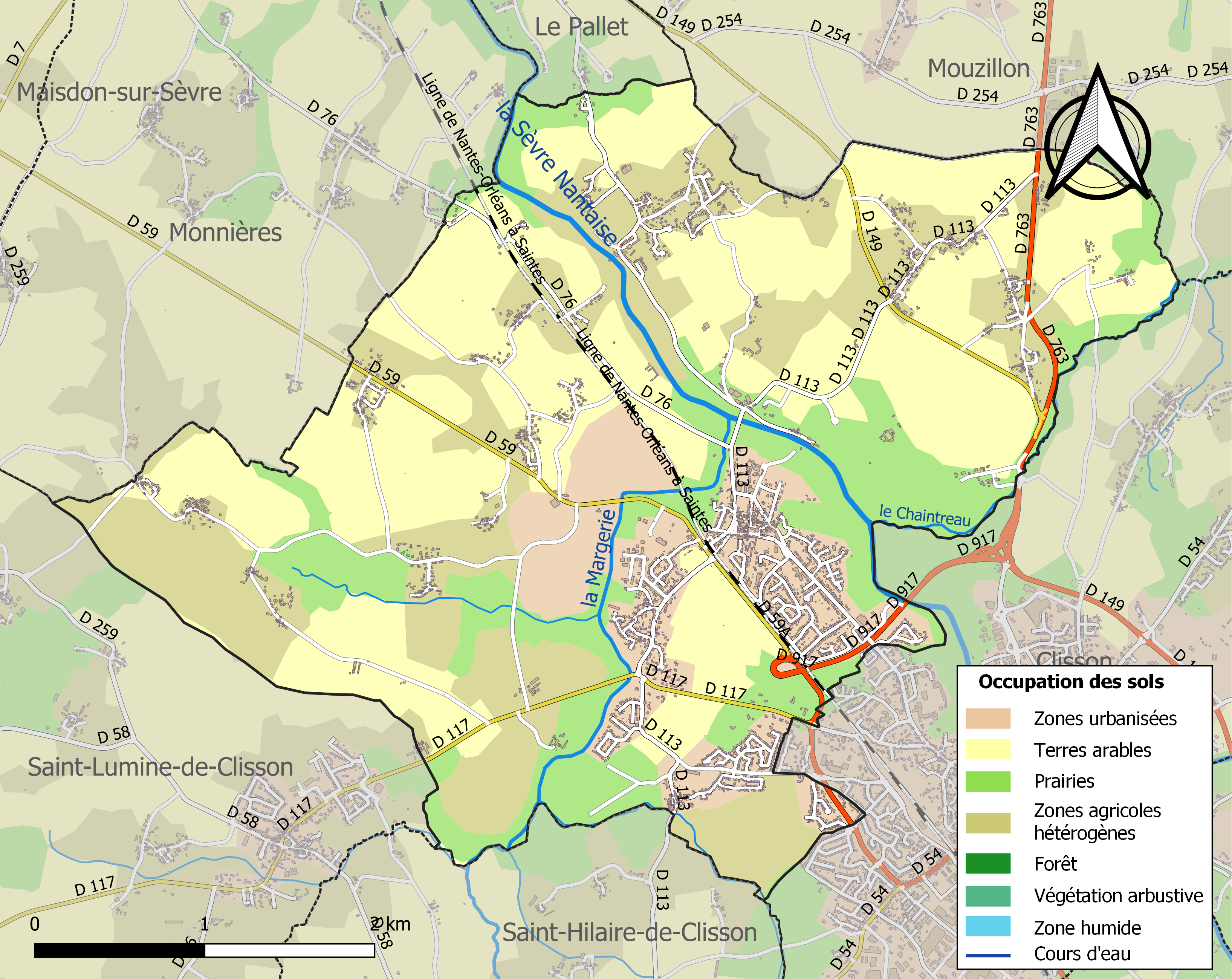
Kaart van de gemeente met de belangrijkste infrastructuur, bodemgebruik en omliggende gemeenten

## Demografie
Onderstaande figuur toont het verloop van het inwonertal (bron: INSEE-tellingen).